# Albert Smith White

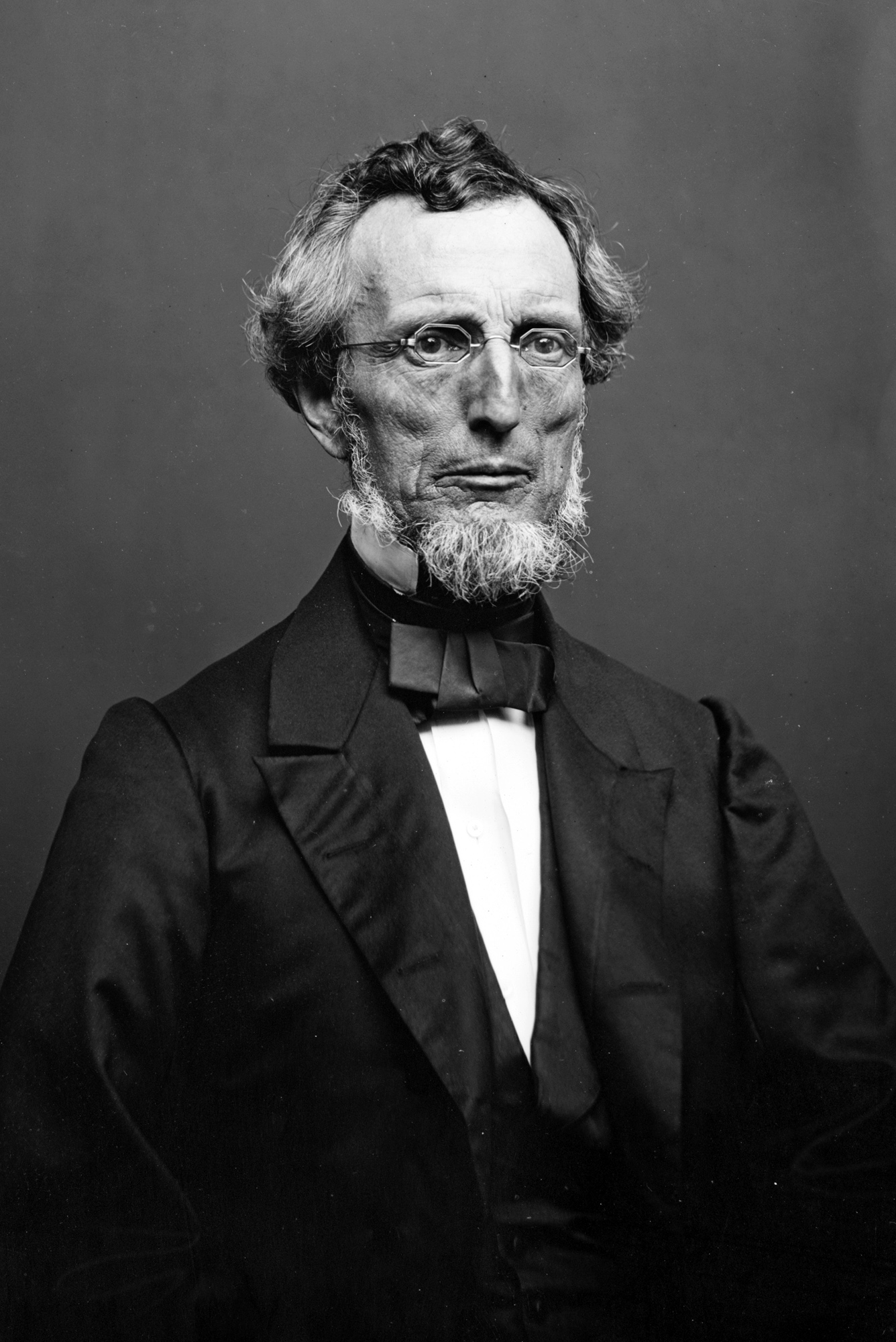
Albert Smith White

Albert Smith White (* 24. Oktober 1803 im Orange County, New York; † 4. September 1864 in Stockwell, Indiana) war ein US-amerikanischer Politiker, der den Bundesstaat Indiana in beiden Kammern des Kongresses vertrat.
White graduierte 1822 am Union College in Schenectady und studierte im Anschluss die Rechtswissenschaften, woraufhin er 1825 als Anwalt zu praktizieren begann. Später zog er dann nach Lafayette in Indiana, wo er ab 1831 als Sekretär (Assistant clerk) für das Repräsentantenhaus des Staates arbeitete; 1832 stieg er zum Clerk auf. Er bewarb sich im selben Jahr auch um einen Sitz in der Parlamentskammer, unterlag jedoch.
1836 gehörte White für die Whigs dem Electoral College an und stimmte dabei für William Henry Harrison; zum Präsidenten wurde jedoch der Demokrat Martin Van Buren gewählt. Ebenfalls in diesem Jahr wurde er ins US-Repräsentantenhaus gewählt, wo er vom 4. März 1837 bis zum 3. März 1839 verblieb. Im Anschluss kandidierte er als Nachfolger des nicht mehr antretenden John Tipton im US-Senat und setzte sich durch. Während seiner Amtszeit vom 4. März 1839 bis zum 3. März 1845 war er unter anderem Vorsitzender des Ausschusses für Indianerangelegenheiten.
Nach seinem Ausscheiden aus dem Senat kehrte er nach Indiana zurück, wo er in Stockwell wieder als Jurist arbeitete sowie als Präsident mehrerer Eisenbahngesellschaften amtierte. 1860 bewarb White sich als Republikaner erneut um einen Sitz im Repräsentantenhaus in Washington, D.C. und wurde gewählt. Nach einer Amtsperiode schied er auf eigenen Wunsch aus dem Kongress aus. Präsident Abraham Lincoln berief ihn daraufhin in eine Kommission zur Bearbeitung von Rechtsansprüchen gegen die Bundesregierung, die aus nicht verhinderten Indianerangriffen resultierten. Schließlich wurde er zum Richter am Bundesbezirksgericht für den Distrikt Indiana ernannt; er starb im September 1864 im Amt.